# Desmond Barrit
Desmond Barrit (Morriston, 19 ottobre 1944) è un attore britannico, noto soprattutto come interprete teatrale.

## Biografia
Attivo prevalentemente in campo teatrale, Desmond Barrit ha recitato in numerose opere di prosa e musical teatrali nel Regno Unito. Frequente collaboratore del National Theatre e della Royal Shakespeare Company, Barrit è un apprezzato interprete di commedie shakespeariane, avendo recitato con successo in ruoli come Falstaff in Enrico IV e Le allegre comari di Windsor, Nick Bottom in Sogno di una notte di mezza estate a Londra, Broadway e Stratford, Malvolio e Feste ne La dodicesima notte. Particolarmente apprezzata è stata la sua interpretazione del ruolo di Antifolo ne La commedia degli errori per la Royal Shakespeare Company, che gli è valso il premio Laurence Olivier per la miglior performance comica. Ha inoltre recitato in ruoli drammatici del canone shakespeariano, tra cui quello di Shylock ne Il mercante di Venezia ed Edmund in Re Lear. Nel campo del teatro musicale è noto per le sue interpretazioni nel musical A Funny Thing Happened on the Way to the Forum al National Theatre (2004) e ha interpretato a più riprese il Mago di Oz in Wicked nel West End tra il 2008 e il 2011.

## Teatro (parziale)
- The Rocky Horror Show, libretto e colonna sonora di Richard O'Brien. Tour britannico (1985)
- Il magistrato di Arthur Wing Pinero. National Theatre di Londra (1986)
- Macbeth di William Shakespeare. Royal Shakespeare Theatre di Stratford-upon-Avon (1987), Barbican Centre di Londra (1988)
- La tempesta di William Shakespeare. Royal Shakespeare Theatre di Stratford-upon-Avon (1988)
- Re Lear di William Shakespeare. The Other Place di Stratford-upon-Avon (1988), Almeida Theatre di Londra (1989)
- La dodicesima notte di William Shakespeare. Tournée britannica (1989)
- La commedia degli errori di William Shakespeare. Royal Shakespeare Theatre di Stratford-upon-Avon (1989)
- I giganti della montagna di Luigi Pirandello. National Theatre di Londra (1993)
- Sogno di una notte di mezza estate di William Shakespeare. Royal Shakespeare Theatre di Stratford-upon-Avon (1993), Lunt-Fontanne Theatre di Broadway (1996)
- Uno sguardo dal ponte di Arthur Miller. Greenwich Theatre di Londra (1997)
- Il vero ispettore Hound di Tom Stoppard. Harold Pinter Theatre di Londra (1998)
- Black Comedy di Peter Shaffer. Harold Pinter Theatre di Londra (1998)
- Euridice di Jean Anouilh. Trafalgar Theatre di Londra (1999)
- Enrico IV, parte I e II di William Shakespeare. Swan Theatre di Stratford-upon-Avon (1999)
- Morte accidentale di un anarchico di Dario Fo. Donmar Warehouse di Londra (2003)
- Il mercante di Venezia di William Shakespeare. Chichester Theatre Festival di Chichester (2003)
- On the Razzle di Tom Stoppard. Chichester Theatre Festival di Chichester (2003)
- A Funny Thing Happened on the Way to the Forum, libretto di Burt Shevelove, colonna sonora di Stephen Sondheim. National Theatre di Londra (2004)
- Ella si umilia per vincere di Oliver Goldsmith. Royal Exchange Theatre di Manchester (2006)
- The History Boys di Alan Bennett. Broadhurst Theatre di Broadway (2006), Wyndham's Theatre di Londra (2007)
- Wicked, libretto di Winnie Holzman, colonna sonora di Stephen Schwartz. Apollo Victoria Theatre di Londra (2008)
- Il vizio dell'arte di Alan Bennett. National Theatre di Londra (2009)
- Il pipistrello, libretto di Carl Haffner e Richard Genée, colonna sonora di Johann Strauss. Welsh National Opera di Cardiff (2011)
- Le allegre comari di Windsor di William Shakespeare. Swan Theatre di Stratford-upon-Avon (2012)
- Il gabbiano di Anton Čechov. Chichester Theatre Festival di Chichester (2013)
- Il compleanno di Harold Pinter. Theatre Royal Exchange di Manchester (2013)
- Harvey di Mary Chase. Haymarket Theatre di Londra (2015)
- La gatta sul tetto che scotta di Tennessee Williams. Theatre Clywd di Mold (2016)
- I rivali di Richard Brinsley Sheridan. Bristol Old Vic di Bristol (2016)

## Filmografia parziale

### Cinema
- Lassiter lo scassinatore (Lassiter), regia di Roger Young (1984)

### Televisione
- Poirot (Agatha Christie's Poirot) - serie TV, episodio 3x06 (1991)
- Metropolitan Police - serie TV, 2 episodi (1991-1998)
- Canto di Natale (A Christmas Carol) - film TV (1999)
- L'ispettore Barnaby (Midsomer Murders) - serie TV, episodi 5x04-10x07 (2002-2007)
- Il giovane ispettore Morse (Endeavour) - serie TV, episodio 2x02 (2014)
- Holby City - serie TV, 1 episodio (2015)
- It's a Sin - serie TV, 1 episodio (2021)